# Amedeo Salfa
Amedeo Salfa (Roma, 16 settembre 1941) è un montatore italiano.

## Biografia
Nato nel 1941, Salfa ha collaborato soprattutto con il regista Pupi Avati. Grazie alla sua attività ha ricevuto tre candidature come miglior montatore al David di Donatello per Il cuore altrove nel 2003, per Regalo di Natale nel 1987 e anche per Storia di ragazzi e di ragazze del 1989. Premio VITTORIO DE SICA 2014
Nella sua carriera ha anche collaborato come montatore con Luigi Magni, Sergio Corbucci e Luciano Salce. Nel 2010 ha partecipato al documentario Pupi Avati, ieri oggi domani di Claudio Costa, ispirato all'autobiografia del regista bolognese.

## Filmografia parziale

### Montatore
- Il grande silenzio, regia di Sergio Corbucci (1967)
- Esotika Erotika Psicotika regia di Radley Metzger (1969)
- Camille 2000, regia di Radley Metzger (1969)
- Il maschio ruspante, regia di Antonio Racioppi (1972)
- Scipione detto anche l'Africano, regia di Luigi Magni (1972)
- La grande abbuffata, regia di Marco Ferreri (1973)
- Fantozzi, regia di Luciano Salce (1974)
- La via dei babbuini, regia di Luigi Magni (1974)
- Alla mia cara mamma nel giorno del suo compleanno  regia di Luciano Salce (1974)
- Luna di miele in tre, regia di Carlo Vanzina (1976)
- Bordella, regia di Puoi Avati (1976)
- Signore e signori, buonanotte, regia di Ettore Scola, Luigi Magni (1976)
- Il signor Robinson, mostruosa storia d'amore e d'avventure, regia Sergio Corbucci (1976)
- Giallo napoletano, regia di Sergio Corbucci (1979)
- Mi faccio la barca, regia di Sergio Corbucci (1980)
- Aiutami a sognare, regia di Pupi Avati (1981)
- Manolesta, regia di Pasquale Festa Campanile (1981)
- Nessuno è perfetto, regia di Pasquale Festa Campanile (1981)
- La ragazza di Trieste, regia di Pasquale Festa Campanile (1982)
- Più bello di così si muore, regia di Pasquale Festa Campanile (1982)
- Bingo Bongo, regia di Pasquale Festa Campanile (1982)
- Porca vacca, regia di Pasquale Festa Camapanile (1982)
- Nostalghia, regia di Andrej Tarkovskij (1983)
- Zeder, regia di Pupi Avati (1983)
- Una gita scolastica, regia di Pupi Avati (1983)
- Questo e quello, regia di Sergio Corbucci (1983)
- Un povero ricco, regia di Pasquale Festa Campanile (1983)
- Noi tre, regia di Pupi Avati (1984)
- La stanza accanto, regia di Fabrizio Laurenti (1994)